# Hockey su prato ai Giochi della XXX Olimpiade - Torneo femminile
Il torneo femminile di hockey su prato dei Giochi della XXX Olimpiade si svolse alla Riverbank Arena di Londra fra il 30 luglio e l'11 agosto.

## Formula
12 squadre sono inizialmente inserite in due gironi composti da 6 squadre ciascuno in cui ogni squadra affronterà le altre appartenenti allo stesso girone. Le prime due di ogni gruppo accederanno alle semifinali del torneo, in cui le perdenti giocheranno la finale 3º-4º posto che assegnerà la medaglia di bronzo mentre le vincenti si qualificheranno alla finale del torneo che assegnerà la medaglia d'oro e la medaglia d'argento.

## Qualificazioni
| Maschile                               | Data                    | Organizzatore             | Posti | Qualificati             |
| -------------------------------------- | ----------------------- | ------------------------- | ----- | ----------------------- |
| XVI Giochi asiatici                    | 13-24 novembre 2010     | Cina, Canton              | 2     | Cina Corea del Sud      |
| EuroHockey Nations Championship 2011   | 20-27 agosto 2011       | Germania, Mönchengladbach | 1     | Paesi Bassi Germania    |
| Qualificazioni Olimpiche Africane 2011 | 2-11 settembre 2011     | Zimbabwe, Bulawayo        | 1     | -1                      |
| Coppa d'Oceania 2011                   | 6-9 ottobre 2011        | Australia, Hobart         | 1     | Nuova Zelanda Australia |
| XVI Giochi panamericani                | 8-14 maggio 2012        | Messico, Guadalajara      | 1     | Stati Uniti             |
| Preolimpico 1                          | 18-25 febbraio 2012     | India, New Delhi          | 1     | Sudafrica               |
| Preolimpico 2                          | 18-25 febbraio 2012     | Belgio, Kontich           | 1     | Belgio                  |
| Preolimpico 3                          | 25 aprile-6 maggio 2012 | Giappone, Kakamigahara    | 1     | Giappone                |
| Nazione ospitante                      | -                       | -                         | 1     | Regno Unito             |
| Invito                                 | -                       | -                         | 1     | Argentina               |
| TOTALE                                 |                         |                           | 12    |                         |

1Il Sud Africa, vincitrice delle qualificazioni africane e del Preolimpico 1, lascia un posto all' Argentina.

## Risultati

### Fase preliminare
Le migliori due squadre di ogni gruppo passano alle semifinali.
|  | Qualificate alle semifinali |
|  | Eliminate                   |

#### Gruppo A
| Squadra       | P.ti | G | V | P | S | GF | GS | DR |
| ------------- | ---- | - | - | - | - | -- | -- | -- |
| Paesi Bassi   | 15   | 5 | 5 | 0 | 0 | 12 | 5  | +7 |
| Regno Unito   | 9    | 4 | 3 | 0 | 2 | 14 | 7  | +7 |
| Cina          | 7    | 5 | 2 | 1 | 2 | 6  | 3  | +3 |
| Corea del Sud | 6    | 5 | 2 | 0 | 3 | 9  | 13 | -4 |
| Giappone      | 4    | 5 | 1 | 1 | 3 | 4  | 9  | -5 |
| Belgio        | 2    | 5 | 0 | 2 | 3 | 2  | 10 | -7 |

| Data     | Ora¹  | Partita       | Partita | Partita       |
| -------- | ----- | ------------- | ------- | ------------- |
| 29.07.12 | 10:45 | Paesi Bassi   | 3-0     | Belgio        |
| 29.07.12 | 13:45 | Cina          | 4-0     | Corea del Sud |
| 29.07.12 | 19:00 | Regno Unito   | 4-0     | Giappone      |
| 31.07.12 | 08:30 | Paesi Bassi   | 3-2     | Giappone      |
| 31.07.12 | 13:45 | Belgio        | 0-0     | Cina          |
| 31.07.12 | 16:00 | Regno Unito   | 5-3     | Corea del Sud |
| 02.08.12 | 08:30 | Corea del Sud | 1-0     | Giappone      |
| 02.08.12 | 13:45 | Cina          | 0-1     | Paesi Bassi   |
| 02.08.12 | 19:00 | Belgio        | 0-3     | Regno Unito   |
| 04.08.12 | 10:45 | Paesi Bassi   | 3-2     | Corea del Sud |
| 04.08.12 | 13:45 | Giappone      | 1-1     | Belgio        |
| 04.08.12 | 16:00 | Cina          | 2-1     | Regno Unito   |
| 06.08.12 | 13:45 | Giappone      | 1-0     | Cina          |
| 06.08.12 | 16:00 | Corea del Sud | 3-1     | Belgio        |
| 06.08.12 | 19:00 | Regno Unito   | 1-2     | Paesi Bassi   |

- (¹) - Ora locale (BST)

##### Tabellini
1ª giornata
| Arbitri: | Claire Adenot Michelle Joubert |

|                                              |           |  |
| K. Lammers 33’ 42’ C. van Maasakker 60’ (ac) | Marcatori |  |

| Arbitri: | Frances Block Julie Ashton-Lucy |

|                                                      |           |  |
| Ma Y. 26’ (ac) 67’ (ac) Zhao Y. 51’ Li H. 54’ (rig.) | Marcatori |  |

| Arbitri: | Kelly Hudson Soledad Iparraguirre |

|                                                   |           |  |
| A. Danson 7’ 28’ S. Thomas 23’ S. Walton 26’ (ac) | Marcatori |  |

2ª giornata
| Arbitri: | Kang Hyun-Young Irene Presenqui |

|                               |           |                                        |
| K. Lammers 4’ 43’ E. Hoog 30’ | Marcatori | 46’ R. Komazawa 53’ (ac) A. Mitsuhashi |

| Londra 31 luglio 2012, ore 13:45 BST | Belgio                       | 0 – 0 referto | Cina | Riverbank Arena\| Arbitri: \| Kelly Hudson Irene Presenqui \| |
| Arbitri:                             | Kelly Hudson Irene Presenqui |               |      |                                                               |

| Arbitri: | Stella Bartlema Lisa Roach |

|                                                                                   |           |                                                 |
| N. White 6’ C. Cullen 25’ (ac) A. Danson 38’ (ac) G. Twigg 61’ (ac) C. Rogers 62’ | Marcatori | 18’ Kim D.-R. 52’ (ac) Han H.-L. 57’ Park M.-H. |

3ª giornata
| Arbitri: | Miao Lin Frances Block |

|                 |           |  |
| Cheon S.-K. 42’ | Marcatori |  |

| Arbitri: | Michelle Joubert Chieko Soma |

|  |           |                |
|  | Marcatori | 10’ M. Goderie |

| Arbitri: | Amy Hassick Irene Presenqui |

|  |           |                                           |
|  | Marcatori | 32’ A. Ball 39’ L. Bartlett 68’ C. Cullen |

4ª giornata
| Arbitri: | Irene Presenqui Claire Adenot |

|                                                        |           |                              |
| L. Welten 10’ E. Hoog 14’ C. Dirkse van den Heuvel 36’ | Marcatori | 5’ (ac) 65’ (ac) Cheon S.-K. |

| Arbitri: | Stella Bartlema Wendy Stewart |

|                 |           |                    |
| Y. Yamamoto 58’ | Marcatori | 34’ (rig.) J. Boon |

| Arbitri: | Soledad Iparraguirre Carol Metchette |

|                                 |           |                    |
| Fu B. 41’ (ac) Zhao Y. 47’ (ac) | Marcatori | 69’ (ac) C. Cullen |

5ª giornata
| Arbitri: | Elena Eskina Kelly Hudson |

|  |           |                      |
|  | Marcatori | 54’ (ac) R. Komazawa |

| Arbitri: | Julie Ashton-Lucy Miao Lin |

|                                     |           |               |
| Kim J.-E. 8’ 70’ Lee S.-O. 24’ (ac) | Marcatori | 37’ E. Coppey |

| Arbitri: | Carolina de la Fuente Chieko Soma |

|                    |           |                                    |
| C. Cullen 29’ (ac) | Marcatori | 43’ (ac) N. van As 52’ K. van Male |

#### Gruppo B
| Squadra       | P.ti | G | V | P | S | GF | GS | DR |
| ------------- | ---- | - | - | - | - | -- | -- | -- |
| Argentina     | 10   | 5 | 3 | 1 | 1 | 12 | 4  | +8 |
| Nuova Zelanda | 10   | 5 | 3 | 1 | 1 | 9  | 5  | +4 |
| Australia     | 10   | 5 | 3 | 1 | 1 | 5  | 2  | +3 |
| Germania      | 7    | 5 | 2 | 1 | 2 | 6  | 7  | -1 |
| Sudafrica     | 3    | 5 | 1 | 0 | 4 | 9  | 14 | -5 |
| Stati Uniti   | 3    | 5 | 1 | 0 | 4 | 3  | 12 | -9 |

| Data     | Ora¹  | Partita       | Partita | Partita       |
| -------- | ----- | ------------- | ------- | ------------- |
| 29.07.12 | 08:30 | Nuova Zelanda | 1-0     | Australia     |
| 29.07.12 | 16:00 | Argentina     | 7-1     | Sudafrica     |
| 29.07.12 | 21:15 | Germania      | 2-1     | Stati Uniti   |
| 31.07.12 | 10:45 | Sudafrica     | 1-4     | Nuova Zelanda |
| 31.07.12 | 19:00 | Argentina     | 0-1     | Stati Uniti   |
| 31.07.12 | 21:15 | Germania      | 1-3     | Australia     |
| 02.08.12 | 10:45 | Australia     | 1-0     | Stati Uniti   |
| 02.08.12 | 16:00 | Sudafrica     | 0-2     | Germania      |
| 02.08.12 | 21:15 | Nuova Zelanda | 1-2     | Argentina     |
| 04.08.12 | 08:30 | Australia     | 1-0     | Sudafrica     |
| 04.08.12 | 19:00 | Stati Uniti   | 2-3     | Nuova Zelanda |
| 04.08.12 | 21:15 | Germania      | 1-3     | Argentina     |
| 06.08.12 | 08:30 | Nuova Zelanda | 0-0     | Germania      |
| 06.08.12 | 10:45 | Stati Uniti   | 0-7     | Sudafrica     |
| 06.08.12 | 21:15 | Argentina     | 0-0     | Australia     |

##### Tabellini
1ª giornata
| Arbitri: | Elena Eskina Carolina de la Fuente |

|                      |           |  |
| C. Finlayson 3’ (ac) | Marcatori |  |

| Arbitri: | Miao Lin Lisa Roach |

| |           |                    |
| L. Aymar 8’ (ac) 29’ (ac) J. Sruoga 20’ (ac) M. Cavallero 25’ C. Rebecchi 31’ N. Barrionuevo 62’ (ac) S. D'Elía 68’ (ac) | Marcatori | 23’ D. Chamberlain |

| Arbitri: | Carol Metchette Wendy Stewart |

|                              |           |                      |
| F. Rinne 8’ (ac) L. Hahn 21’ | Marcatori | 56’ (ac) L. Crandall |

2ª giornata
| Arbitri: | Chieko Soma Amy Hassick |

|                     |           |                                                            |
| P. Coetzee 52’ (ac) | Marcatori | 2’ (ac) C. Harrison 22’ (ac) C. Eshuis 29’ 61’ K. Sharland |

| Arbitri: | Claire Adenot Julie Ashton-Lucy |

|  |           |                 |
|  | Marcatori | 28’ C. Harrison |

| Arbitri: | Frances Block Michelle Joubert |

|                 |           |                                                     |
| K. Otte 9’ (ac) | Marcatori | 20’ H. Munro 46’ (ac) A. Flanagan 53’ (ac) F. Boyce |

3ª giornata
| Arbitri: | Stella Bartlema Soledad Iparraguirre |

|                      |           |  |
| A. Flanagan 33’ (ac) | Marcatori |  |

| Arbitri: | Elena Eskina Kang Hyun-Young |

|  |           |                                 |
|  | Marcatori | 25’ M. Mävers 44’ (ac) F. Rinne |

| Arbitri: | Lisa Roach Carol Metchette |

|                 |           |                    |
| C. Harrison 62’ | Marcatori | 3’ 45’ C. Rebecchi |

4ª giornata
| Arbitri: | Miao Lin Amy Hassick |

|             |           |  |
| J. Close 8’ | Marcatori |  |

| Arbitri: | Carolina de la Fuente Kang Hyun-Young |

|                                      |           |                                                          |
| K. O'Donnell 16’ C. Laubach 34’ (ac) | Marcatori | 2’ (ac) K. Sharland 19’ (ac) G. Flynn 64’ (ac) C. Eshuis |

| Arbitri: | Julie Ashton-Lucy Chieko Soma |

|                        |           |                                                        |
| N. Hasselmann 67’ (ac) | Marcatori | 13’ S. Maccari 28’ (ac) L. Aymar 67’ R. Sánchez Moccia |

5ª giornata
| Londra 6 agosto 2012, ore 8:30 BST | Nuova Zelanda                   | 0 – 0 referto | Germania | Riverbank Arena\| Arbitri: \| Soledad Iparraguirre Lisa Roach \| |
| Arbitri:                           | Soledad Iparraguirre Lisa Roach |               |          |                                                                  |

| Arbitri: | Frances Block Claire Adenot |

|  |           | |
|  | Marcatori | 14’ (ac) 44’ T. Bright 20’ L.-A. George 25’ J. Wilson 33’ (ac) 62’ (ac) P. Coetzee 54’ (ac) D. Chamberlain |

| Londra 6 agosto 2012, ore 21:15 BST | Argentina                        | 0 – 0 referto | Australia | Riverbank Arena\| Arbitri: \| Kang Hyun-Young Michelle Joubert \| |
| Arbitri:                            | Kang Hyun-Young Michelle Joubert |               |           |                                                                   |

### Fase ad eliminazione diretta

#### Finali

##### 11º e 12º posto
| Arbitri: | Elena Eskina Irene Presenqui |

|                                    |           |                |
| A. Gerniers 20’ G. Valcke 51’ (ac) | Marcatori | 6’ P. Selenski |

##### 9º e 10º posto
| Arbitri: | Stella Bartlema Amy Hassick |

|                                 |           |                         |
| A. Murakami 63’ (ac) 80’ (rig.) | Marcatori | 27’ (ac) L.-M. Deetlefs |

##### 7º e 8º posto
| Arbitri: | Carolina de la Fuente Claire Adenot |

|                     |           |                                                |
| Cheon S.-K. 8’ (ac) | Marcatori | 6’ 16’ L. Hahn 55’ (ac) F. Rinne 70’ M. Mävers |

##### 5º e 6º posto
| Arbitri: | Frances Block Michelle Joubert |

|  |           |                                   |
|  | Marcatori | 41’ (rig.) J. Schulz 60’ J. Close |

#### Fase finale
|  | Semifinali    | Semifinali    | Semifinali |           |             | Finale          | Finale          | Finale          |  |
|  |               |               |            |           |             |                 |                 |                 |  |
|  | Paesi Bassi   | Paesi Bassi   | 2 (3)      |           |             |                 |                 |                 |  |
|  | Paesi Bassi   | Paesi Bassi   | 2 (3)      |           |             |                 |                 |                 |  |
|  | Nuova Zelanda | Nuova Zelanda | 2 (1)      |           |             |                 |                 |                 |  |
|  | Nuova Zelanda | Nuova Zelanda | 2 (1)      |           | Paesi Bassi | Paesi Bassi     | 2               |                 |  |
|  |               |               |            |           | Paesi Bassi | Paesi Bassi     | 2               |                 |  |
|  |               |               | Argentina  | Argentina | 0           |                 |                 |                 |  |
|  | Regno Unito   | Regno Unito   | Argentina  | Argentina | 0           | 1               |                 |                 |  |
|  | Regno Unito   | Regno Unito   |            |           |             | 1               |                 |                 |  |
|  | Argentina     | Argentina     | 2          |           |             | Finale 3º posto | Finale 3º posto | Finale 3º posto |  |
|  | Argentina     | Argentina     | 2          |           |             |                 |                 |                 |  |
|  |               |               |            |           |             |                 |                 |                 |  |
|  |               |               |            |           |             | Nuova Zelanda   | Nuova Zelanda   | 1               |  |
|  |               |               |            |           |             | Nuova Zelanda   | Nuova Zelanda   | 1               |  |
|  |               |               |            |           |             | Regno Unito     | Regno Unito     | 3               |  |

##### Semifinali
| Arbitri: | Soledad Iparraguirre Julie Ashton-Lucy |

|                                                       |                |                                           |
| M. Paumen 32’ (ac) 53’ (ac)                           | Marcatori      | 7’ (ac) K. Sharland 49’ K. Forgesson      |
| N. van As M. Paumen E. de Goede M. van Geffen E. Hoog | Shootout 3 – 1 | K. Sharland S. Michelsen G. Flynn A. Punt |

| Arbitri: | Lisa Roach Carol Metchette |

|                                        |           |               |
| N. Barrionuevo 6’ (ac) C. Rebecchi 31’ | Marcatori | 65’ A. Danson |

##### Finale 3º e 4º posto
| Arbitri: | Soledad Iparraguirre Chieko Soma |

|                       |           |                                                          |
| S. Michelsen 68’ (ac) | Marcatori | 45’ (ac) A. Danson 59’ (ac) C. Cullen 63’ (ac) S. Thomas |

##### Finale 1º e 2º posto
| Arbitri: | Julie Ashton-Lucy Lisa Roach |

|                                                      |           |  |
| C. Dirkse van den Heuvel 45’ (ac) M. Paumen 54’ (ac) | Marcatori |  |

## Classifica finale
| Pos     | Squadra       | Rosa |
| ------- | ------------- | --- |
| Oro     | Paesi Bassi   | Formazione: 1 Sombroek, 4 van Male, 9 van den Heuvel, 10 Jonker, 11 Goderie, 12 Welten, 13 van Maasakker, 17 Paumen, 18 van As, 19 Hoog, 21 Polkamp, 23 Lammers, 24 de Goede, 27 Agliotti, 28 de Blaeij, 30 van Geffen, CT: Caldas |
| Argento | Argentina     | Formazione: 1 del Colle, 4 Luchetti, 5 Rodríguez, 7 Cavallero, 8 Aymar, 11 Rebecchi, 12 Merino, 16 Habif, 17 Sánchez Moccia, 18 Sruoga, 19 Maccari, 21 Scarone, 25 D'Elía, 27 Barrionuevo, 30 Sruoga, 31 Mutio, CT: Retegui        |
| Bronzo  | Gran Bretagna | Formazione: 1 Storry, 3 Maguire, 4 Unsworth, 5 Cullen, 6 Macleod, 7 Panter, 8 Richardson, 11 Walsh, 12 Rogers, 14 Bartlett, 15 Danson, 18 Twigg, 22 Ball, 23 Walton, 28 White, 29 Thomas, CT: Kerry                                |
| 4       | Nuova Zelanda | |
| 5       | Australia     | |
| 6       | Cina          | |
| 7       | Germania      | |
| 8       | Corea del Sud | |
| 9       | Giappone      | |
| 10      | Sudafrica     | |
| 11      | Belgio        | |
| 12      | Stati Uniti   | |